# Andorrai labdarúgó-szuperkupa
Az andorrai labdarúgó-szuperkupa vagy andorrai szuperkupa (hivatalos nevén Supercopa andorrana de futbol) a második legrangosabb nemzeti labdarúgókupa Andorrában, amelyet 2003 óta rendeztek meg. A trófeáról egy mérkőzés dönt, amelyet a bajnoki év kezdetekor rendeznek meg, és az előző szezon labdarúgó-bajnokságának bajnokcsapata és az andorrai kupa címvédője vív meg egymással. Amennyiben az előző szezonban a bajnoki címet és a kupagyőzelmet ugyanazon csapat szerezte meg, abban az esetben a szuperkupa-döntőt a bajnokcsapat és a bajnoki ezüstérmes játssza.
Eddig mindössze három csapat játszott a finálék során: az FC Santa Coloma, a Sant Julià, és a Rànger’s. A legsikeresebb klub az FC Santa Coloma, amely eddig 4 alkalommal hódította el a trófeát.

## Eddigi döntők
| Szezon | Győztes         | Eredmény   | Ezüstérmes      |
| ------ | --------------- | ---------- | --------------- |
| 2003   | FC Santa Coloma | 3–2 (h.u.) | Sant Julià      |
| 2004   | Sant Julià      | 2–1        | FC Santa Coloma |
| 2005   | FC Santa Coloma | 1–0        | Sant Julià      |
| 2006   | Rànger’s        | 4–3 (h.u.) | FC Santa Coloma |
| 2007   | FC Santa Coloma | 1–0        | Rànger’s        |
| 2008   | FC Santa Coloma | 3–0        | Sant Julià      |
| 2009   | Sant Julià      | 2–1        | FC Santa Coloma |
| 2010   | Sant Julià      | 3–2 (h.u.) | FC Santa Coloma |
| 2011   | FC Santa Coloma | 4–3        | Sant Julià      |

### Dicsőségtábla
| Klub            | Győztes | Ezüstérmes | Győztes évek           |
| --------------- | ------- | ---------- | ---------------------- |
| FC Santa Coloma | 4       | 4          | 2003, 2005, 2007, 2008 |
| UE Sant Julià   | 3       | 3          | 2004, 2009, 2010       |
| Rànger’s        | 1       | 1          | 2006                   |

## Lásd még
- Andorrai labdarúgókupa

## Külső hivatkozások
- Kupadöntők és eredmények az rsssf.com-on (angolul)